# Roosevelt Cassorla
Roosevelt Moises Smeke Cassorla (Temuco, 13 de junho de 1945 – 22 de setembro de 2024) foi um psicanalista brasileiro nascido no Chile.
Médico formado pela Escola Paulista de Medicina, foi membro efetivo e analista didata (training analyst), professor e supervisor das Sociedades Brasileiras de Psicanálise de São Paulo (SBPSP) e Campinas (SBPCamp), Brasil. Foi também professor titular pelo Departamento de Psicologia Médica e Psiquiatria da Faculdade de Ciências Médicas da Universidade Estadual de Campinas.
É conhecido internacionalmente pelos seus trabalhos sobre suicídio, Técnica Analítica e principalmente Enactment. Em seu livro “Estudos sobre suicídio: psicanálise e saúde mental”, Editora Blucher, 2021 se encontra um resumo de suas investigações sobre o tema Suicídio. O livro “O psicanalista, o teatro dos sonhos,e a clínica do enactment”, Editora Blucher, 2018 (em inglês pela editora Routledge) resume seus estudos sobre enactment. 
Seus conceitos de enactment crônico, enactment agudo, sonhos-a-dois e não-sonhos-a-dois fazem parte do vocabulário psicanalítico contemporâneo. Seus trabalhos científicos foram traduzidos para o inglês, francês, espanhol, alemão, italiano, romeno e polonês.
Faz parte do College do International Journal of Psychoanalysis, da Revista de Psicoanálisis da Asociación Psicoanalítica Argentina e da Revista da Asociación Psicoanalitica de Madrid , entre outras. É colaborador do Dicionário Enciclopédico Inter-Regional (IRED) da International Psychoanalytical Association.
Recebeu vários prêmios  incluindo o Sigourney Award  for Outstanding Achievement in Psychoanalysis (2017), pelo conjunto de suas contribuições à psicanálise.

## Biografia
Educação inicial
Seus estudos elementares ocorreram no Colégio Metodista, de Temuco no Chile. Cassorla emigrou, com sua família, para São Paulo quando tinha sete anos de idade. Cursou o Ginasial no Escola Estadual “Prof. Roldão Lopes de Barros” e o Colegial na Escola Estadual “Presidente Roosevelt”. Estudou Medicina na Escola Paulista de Medicina formando-se em 1968.
Carreira acadêmica inicial
Convidado pelo Departamento de Medicina Preventiva e Social da Faculdade de Ciências Médicas da Unicamp tornou-se Professor Assistente e Coordenador dos Programas de Comunidade da Universidade (UNICAMP). Implantou o Programa de Comunidade do Centro de Saúde-Escola de Paulínia que chefiou por três anos. Obteve o título de Médico-Sanitarista pela Faculdade de Saúde Pública da Universidade de São Paulo (1970) e participou, como membro brasileiro, da investigação sobre Causas Múltiplas de Morte da Organização Panamericana da Saúde (OPAS).
Carreira como psicanalista
Iniciou formação como Psicanalista na Sociedade Brasileira de Psicanálise de São Paulo (SBPSP), filiada à International Psychoanalytic Association (IPA), em 1984. Tornou-se membro associado da mesma instituição em 1989 e membro efetivo em 1991. Em 1997 foi reconhecido como Analista Didata (Training Analyst). Tem participado como Professor, Supervisor e é analisa de Candidatos (Membros Filiados) em Formação Psicanalítica.  
Prêmios e títulos honoríficos
- 2017 – Sigourney Award  for Outstanding Achievement in Psychoanalysis[13][14][15].